# Halomitra clavator
Halomitra clavator là một loài san hô trong họ Fungiidae. Loài này được Hoeksema mô tả khoa học năm 1989.